# Étienne Boyer de Fonscolombe
Étienne Laurent Joseph Hippolyte Boyer de Fonscolombe (* 22. Juli 1772 in Aix-en-Provence; † 13. Februar 1853 ebenda) war ein französischer Entomologe.

## Leben
Sein Vater  Emmanuel Honoré Hippolyte de Boyer (1744–1810) veröffentlichte in den Abhandlungen der Akademie von Aix (Mémoires de l’académie d’Aix) über Landwirtschaft. Ètienne Boyer de Fonscolombe studierte am Collège de Juilly in Juilly. 1789 nahm er an der verfassunggebenden Nationalversammlung in Paris teil, als Begleiter von Mirabeau. Vater und Sohn waren während der Französischen Revolution inhaftiert (Ètienne 1793/94), überlebten aber und zogen sich danach auf ihren Landsitz und das Schloss Montvert zurück. Nach dem Tod des Vaters 1810 wohnte er mit Frau und Mutter in Aix-en-Provence. 1833 gab er die Verwaltung seines Gutes an seinen Schwiegersohn Adolphe de Saporta ab und 1848 verkaufte er das Familienschloss in Montvert. Danach widmete er sich ganz der Entomologie.

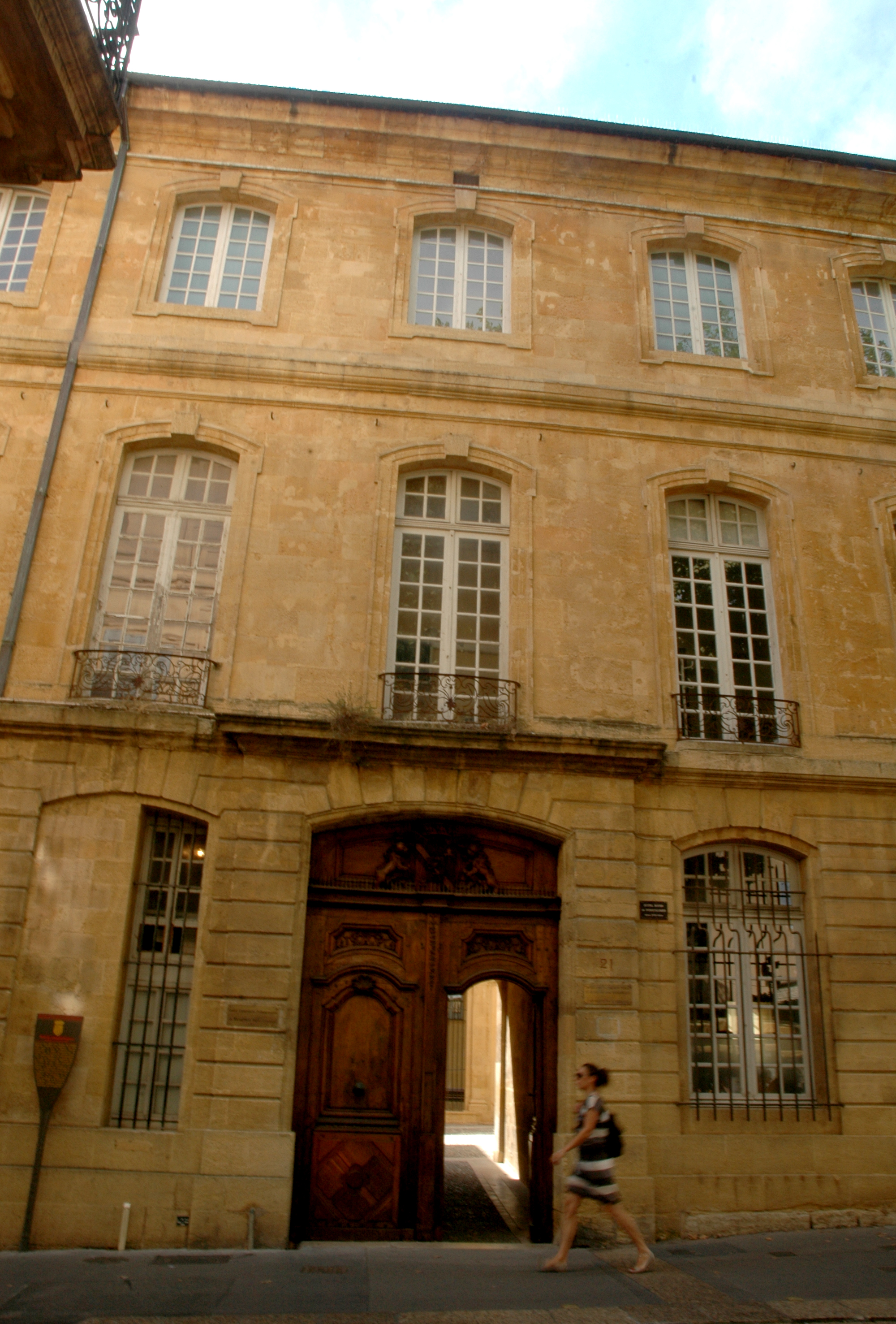
Stadthaus von Boyer de Fonscolombe in Aix

Als Entomologe spezialisierte er sich auf Käfer und Hautflügler sowie Schadinsekten. Seine Sammlung ist im Muséum national d’histoire naturelle.
Einer seiner Nachfahren war der Komponist Emmanuel de Fonscolombe (1810–1875) und über diesen Antoine de Saint-Exupéry.

## Schriften
- Des insectes nuisibles à l’agriculture principalement dans les départements du midi de la France. In: Mémoires de l’Académie de Sciences d’Aix. Band 5, 1840, S. 5–225.